# Allmannsweiler
Allmannsweiler là một đô thị ở huyện Biberach ở bang Baden-Württemberg thuộc nước Đức. Đô thị này có diện tích 4,1 km², dân số thời điểm 31 tháng 12 năm 2020 là 322 người.